# Plopu (gmina)
Plopu – gmina w Rumunii, w okręgu Prahova. Obejmuje miejscowości Gâlmeia, Hârsa, Nisipoasa i Plopu. W 2011 roku liczyła 2359 mieszkańców.